# Plan de Mérian

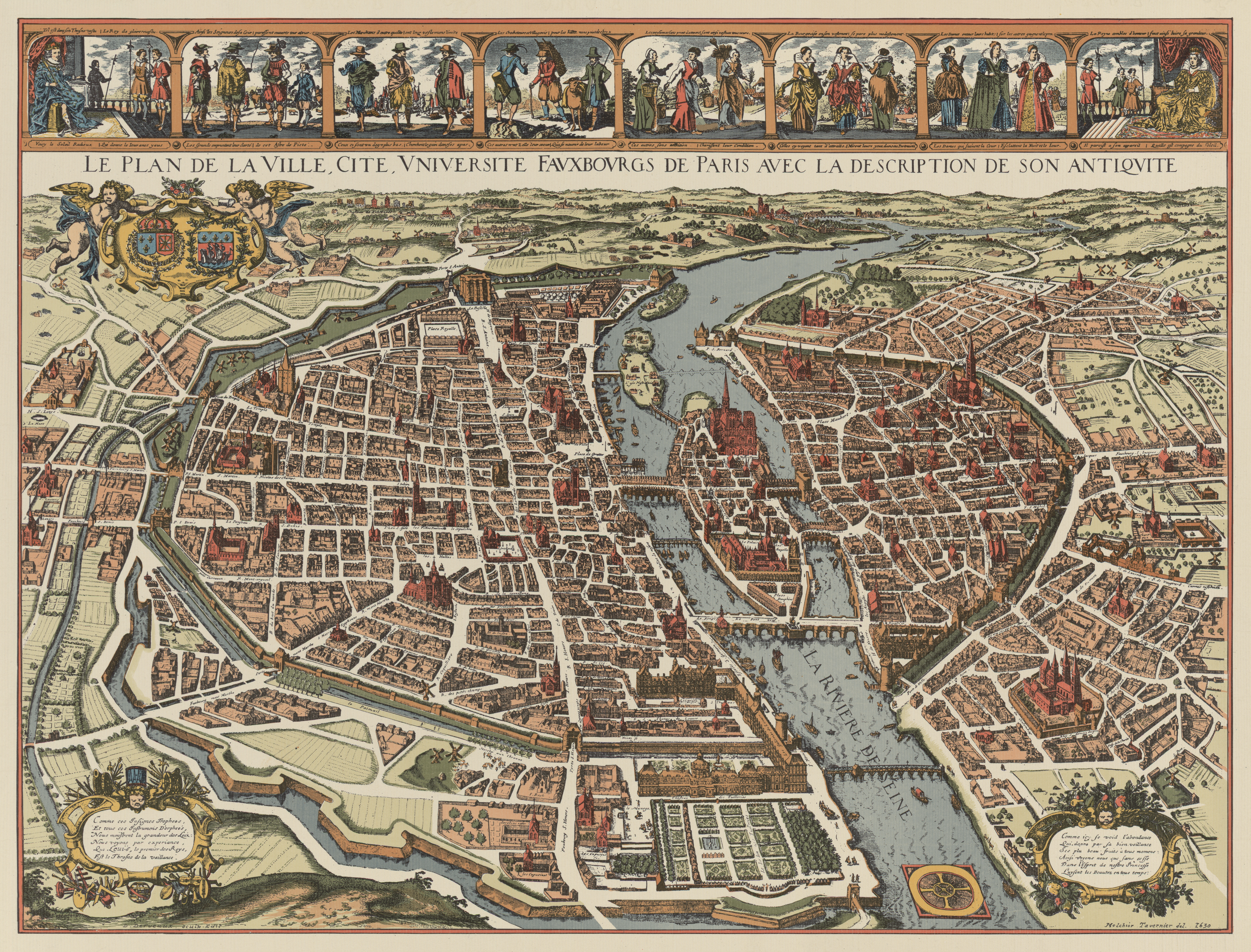
O plan de Mérian.

O plan de Mérian é um mapa de "vista aérea" de Paris, França, na direção do leste, com a perspectiva criada em 1615. Foi desenhado em duas folhas de papel cada uma medindo 51 por 38 cm.
No topo, uma faixa com o título: "LE PLAN DE LA VILLE, CITE, VNIVERSITE ET FAVX-BOVRGS DE PARIS AVEC LA DESCRIPTION DE SON ANTIQVITE ET SINGVLIARITES" ("Mapa do povoado, cidade, universidade e subúrbios com a descrição de sua antiguidade e particularidades").
Na esquerda superior, entre o Château de Vincennes e o Marets du Temple, está o brasão de Paris (um navio em um rio) circundado por um coroal de folhas de louro. E o próximo brasão da França e Navarre, envolvido pelo colar da ordem do Espíriro Santo. Na esquerda inferior, debaixo da fazenda do Grange Batellière, se pode ler estas quatro linhas de verso:
| Cette ville est un autre monde Dedans, un monde florissant, En peuples et en biens puissants Qui de toutes choses abonde. | Esta cidade é um outro mundo Em, um mundo florescente, De pessoas muito poderosas Para quem todas as coisas abundam. |

À direita do poema está inscrito o nome do autor do mapa: Matheus Merian Basiliensis fecit ("fecit" = "fez" em Latim).
Na parte inferior do mapa, há um ornamento com uma grande rosa dos ventos localizada no meio do Rio Sena.
O Plan de Mérian foi frequentemente falsificado. Foi um dos melhores mapas de Paris durante a primeira metade do século XVII.